# 포 논 블론즈
포 논 블론즈(4 Non Blondes)는 미국의 록 밴드이다. 유명한 곡으로는 'What's Up?'이 있다.